# Адреномиметики
Адреномиме́тики (лат. adrenomimeticum, лат. adrenum — надпочечник, лат. mimetes — подражатель; синонимы — симпатомиметики, адреностимуляторы, агонисты адренергических рецепторов) — группа биологически активных веществ природного или синтетического происхождения, стимулирующих адренергические рецепторы в организме и вызывающих различные метаболические и функциональные изменения в организме.

## Классификация
Выделяют α-адреномиметики и β-адреномиметики.
Различают адреномиметики прямого и непрямого действия, а также смешанного типа. Адреномиметик прямого действия — агонист адренорецепторов, частично или полностью воспроизводящий эффекты эндогенных катехоламинов (адреналина, норадреналина, дофамина). Они могут быть селективными (α или β) и смешанными.
Адреномиметик непрямого действия — вещество, способствующее высвобождению катехоламинов из везикул пресинаптической мембраны адренергического синапса и блокирующее их обратный захват, вызывая возбуждение как α-, так и β-адренорецепторов. Среди них выделяют следующие подгруппы:
- Стимулирующие высвобождение катехоламинов (эфедрин, тирамин, фенамин)
- Ингибирующие обратный захват катехоламинов (кокаин)
- Ингибирующие разрушение катехоламинов (паргилин, энтакапон, сиднофен)

Адреномиметики смешанного типа являются как агонистами адренорецепторов, так и медиаторами высвобождения эндогенных катехоламинов в нервных синапсах. К таким препаратам относятся эпинефрин (адреналин), норэпинефрин (норадреналин), фенилэфрин (мезатон).

## Фармакологические эффекты
Адреномиметики повышают содержание в клетках ионов кальция, цАМФ, обладают положительными инотропным, хронотропным, батмотропным, дромотропным и вазодилатирующим эффектами. Побочные эффекты — ажитация, тремор конечностей, артериальная гипертензия, желудочковая экстрасистолия, пароксизмальная тахикардия, синдром перемежающейся хромоты, тошнота, рвота. Они носят дозозависимый характер.